# Крестовоздвиженская церковь (Городище)
Свято-Крестовоздвиженская церковь — храм Белорусского экзархата Русской православной церкви. Расположена в городском посёлке Городище Барановичского района. 14 мая 2007 года Постановлением Совета Министров Республики Беларусь храму присвоен статус историко-культурной ценности регионального значения.

## История
В 1764 году на пожертвования графа Паца была построена униатская Свято-Крестовоздвиженская церковь, которая после перевода униатов в православие (1879 год) переделана в ретроспективно-русском стиле. В 1922 году была капитально перестроена.
Церковь — памятник народного деревянного зодчества.

## Архитектура
Трёхсрубный храм продольно-осевой композиции. Насыщен резным декором, включающим плоскостную балюстраду в цокольной части, карнизы с сухариками и зубцами в завершении горизонтально ошалёванных стен. Внутреннее пространство зала и апсиды перекрыто шатровыми сводами на парусах. В притворах расположены хоры на двух столбах и ведущая к ним двухмаршевая лестница. Апсида отделена от основного объёма деревянным иконостасом. 
Возле церкви находится деревянная колокольня — четырёхстолпоное центричное сооружение, накрытое пологой шатровой крышей (построена в 1840-е годы).